# 三井澄花と四角い悪魔
『三井澄花と四角い悪魔』（みついすみかとしかくいあくま）は、高遠豹介による日本のライトノベル。イラストはプリンプリンが担当。電撃文庫（アスキー・メディアワークス）より2011年10月から刊行されている。

## 登場人物

### 主要人物
菱見 勇司（ひしみ ゆうじ）
主人公。20歳。とある事情で1000万円の借金の返済を迫られているときに澄花と出会う。
澄花に借金を肩代わりしてもらう代わりにKTカードで働くことになる。管理部管理課個別対応班に配属される。
三井 澄花（みつい すみか）
管理部管理課個別対応班班長。短大卒で21歳。関東特区銀行頭取の孫である。
お金に関する嗅覚は鋭く、取立てをされている勇司に才能を見出し勇司の借金を肩代わりした。
斎田 莉奏奈（さいた りそな）
管理部管理課個別対応班の先輩社員。美人で男性社員の憧れの的。STG(スーパー定時帰り)の使い手で、残業はしない主義。
遠藤 織子（えんどう おりこ）
勇司が初めて担当した案件の債務者。特区高校に通っている。親身になって対応する勇司に好意を抱くようになる。
三井 純斗（みつい すみと）
澄花の兄。重度のシスコン。関東特区銀行に勤めている。

### その他の人物
管理課課長
澄花の上司。体育会系で、腫れ物扱いされている澄花にも分け隔てなく接する。
莉奏奈にセクハラされるならお金を出す立場だと発言したり、勇司に風俗店のチケットを渡したりする。

## 既刊一覧
- 高遠豹介（著）・プリンプリン（イラスト）、アスキー・メディアワークス〈電撃文庫〉、既刊2巻（2012年3月10日現在）
  - 『三井澄花と四角い悪魔』、2011年10月10日初版発売[1]、ISBN 978-4-04-870819-7
  - 『三井澄花と四角い悪魔2』、2012年3月10日初版発売[2]、ISBN 978-4-04-886446-6